# Renault KJ
Renault KJ — автомобиль малого («семейного») класса, переднемоторный, заднеприводный, с четырёхцилиндровым карбюраторным двигателем, выпускавшийся фирмой «Рено» в 1923 — 1924 гг.

## Подробности

### На рынке
Луи Рено представил свой автомобиль Renault KJ на Парижской автомобильной выставке 1923 года. Модель для покупателей среднего класса вышла в одном сегменте с Peugeot Quadrilette and the Citroen Type C, и была доступна в нескольких кузовах. Через несколько месяцев капот из двух половин, соединённых петлёй (тип «Coal Scuttle») заменили на более современный «аллигаторный», модификация получила обозначение KJ1.

### Основные узлы
Двигатель рядный четырёхцилиндровый рабочим объёмом 951 см3 класса 6 н. л. с. Радиатор системы водяного охлаждения позади двигателя, с чем связано отсутствие передней решётки радиатора, вместо которой щели на боках капота.
Сцепление, как и у других моделей «Рено», коническое.
Коробка передач трёхступенная с ручным приводом переключения передач, как у довоенного 10CV.
Тормоза — только на задней оси (передние появятся только на модели Renault MT).